# Мізида зубчаста
Мізида зубчаста (Hemimysis serrata) — вид ракоподібних родини мізидових (Mysidae). Азово-чорноморський ендемік. Раритетний вид, занесений до Червоної книги України та інших природоохоронних документів.

## Опис
Дрібна мізида, дуже подібна до іншого представнику роду — мізиди аномальної. Довжина тіла самиць 9—11 мм, самці трохи менші (7—8 мм). Тіло прозоре з помітними жовтувато-червоними хроматофорами. Лобний край головогрудного панциря заокруглений. Очі невеликі, корнеальна їх частина чорна; в особин, які мешкають в печерних водоймах забарвлення очей може бути червоним.

## Поширення
Ендемік Азово-Чорноморського басейну. Зустрічається в Азовському морі та біля берегів України і Румунії в Чорному морі.

## Особливості біології
Активні вночі. Бентичні організми, уникають світла, живуть біля дна в заглибленнях та гротах підводних скель, у заростях підводної рослинності. Вид може витримувати значні коливання солоності та температури (еврибіонт). Всеїдна тварина, живиться планктонними організмами, але перевагу надає зоопланктону. 
Розмножується в теплу пору року. Після запліднення самиця виношує від 7 до 47 (здебільшого близько 30) зародків у зародковій сумці. Розвиток без перетворення. Відома одна генерація — літня. Тривалість життя близько 14 місяців.

## Охорона
У межах ареалу місцями спостерігається тенденція до зниження чисельності популяції виду і тому в ряді регіонів він потребує охорони. Так, мізида зубчаста занесена до Червоної книги України (охоронна категорія: зникаючий вид), а також міжнародних природоохоронних документів, зокрема до Червоної книги Чорного моря (вид перебуває в небезпечному стані на світовому рівні).
Чисельність низька, зустрічаються поодинокі особини. Основною причиною зниження чисельності є забруднення морів. Для збереження та відновлення природних популяцій виду слід виявити і взяти під охорону (заповідати) характерні для нього біотопи.

## Практичне значення
Мізида є перспективним кормовим об'єктом для промислових риб.